# Resolución 104 del Consejo de Seguridad de las Naciones Unidas
La resolución 104 del Consejo de Seguridad de las Naciones Unidas, aprobada por unanimidad el 20 de junio de 1954 durante la 675.ª sesión, abordó la situación en Guatemala. En respuesta a una comunicación del Gobierno guatemalteco, el Consejo instó a la cesación inmediata de cualquier actividad que pudiera provocar derramamiento de sangre y solicitó a todos los Estados miembros que, conforme al espíritu de la Carta de la ONU, se abstuvieran de apoyar tales acciones.